# Max Näder
Max Näder (* 24. Juni 1915 in Oberweißbach; † 24. Juli 2009 in Duderstadt) war ein deutscher Unternehmer im Bereich der Orthopädie.

## Leben
Nach dem Abitur begann er 1935 eine Ausbildung bei Otto Bock zum Kaufmann und Orthopädiemechaniker. Noch während der Ausbildung begann er ein Studium an der TH Berlin, das er aufgrund des Zweiten Weltkrieges nicht abschließen konnte. Näder war Mitglied der Hitlerjugend und während seines Studiums Teil des Nationalsozialistischen Deutschen Studentenbundes (NSDStB). Er nahm während des Zweiten Weltkriegs am Afrikafeldzug teil und wurde dort für seinen Einsatz mit dem Eisernen Kreuz II. Klasse ausgezeichnet. Die letzten Kriegsmonate verbrachte er als Betreuungs- und Verbindungsoffizier im Militärkrankenhaus, wo er Verwundete über militärische und politische Entwicklungen auf dem Laufenden hielt.
1943 heiratete er die Tochter Maria des Firmengründers Otto Bock. Nach der Rückkehr aus englischer Kriegsgefangenschaft gründete er am 21. Oktober 1947 die Otto Bock Orthopädische Industrie GmbH in Duderstadt, da das Unternehmen an seinem bisherigen thüringischen Sitz Königsee enteignet worden war. Er leitete es bis 1990, als er die Geschäftsführung dem einzigen Sohn Hans Georg Näder (* 1961) übergab.
Er starb am 24. Juli 2009 im Alter von 94 Jahren und wurde am 31. Juli 2009 in Duderstadt neben seiner Frau Maria († 2005) beigesetzt.

## Auszeichnungen
- 1941: Eisernes Kreuz II. Klasse[1]

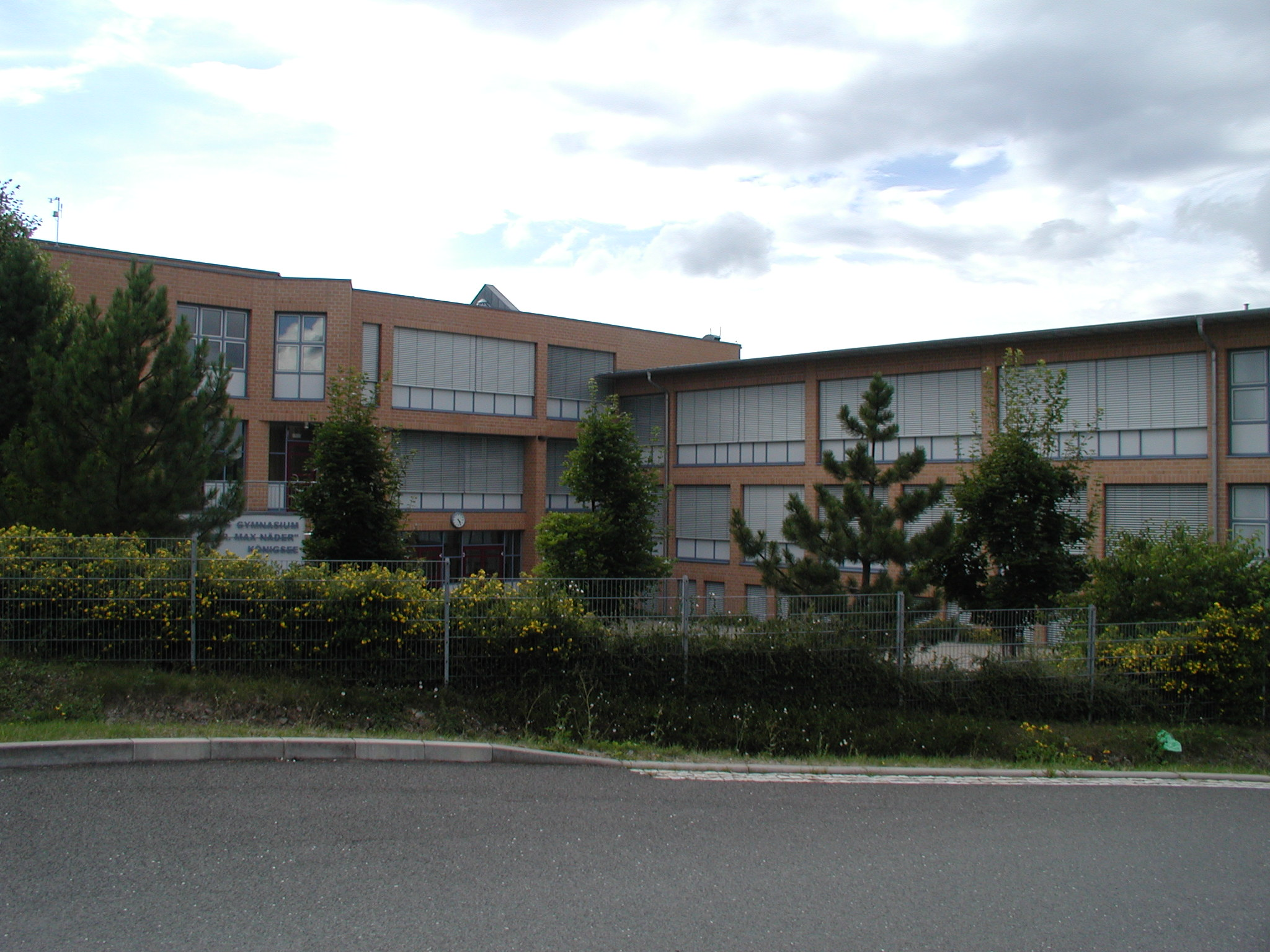
Dr.-Max-Näder-Gymnasium (Königsee)

- 1969: Ehrenring der Stadt Duderstadt in Gold[4]
- 1970: Verdienstkreuz 1. Klasse des Verdienstordens der Bundesrepublik Deutschland
- 1985: Ehrendoktorwürde der Ingenieurwissenschaften der Technischen Universität Berlin
- 1985: Georg-Hohmann-Plakette der Deutschen Gesellschaft für Orthopädie und Traumatologie
- 1990: Ehrenbürger der Stadt Duderstadt[4]
- 1993: Ehrenbürger der Stadt Königsee (Thüringen)
- 1994: Großes Verdienstkreuz des Verdienstordens der Bundesrepublik Deutschland
- 7. September 1995: Niedersächsische Landesmedaille[5]
- 1995: Benennung der Max-Näder-Straße in Duderstadt[4]
- 22. Januar 1997: Namensgeber für das Dr.-Max-Näder-Gymnasium (Königsee)
- 27. November 2008: Ehrenmedaille der Bundeshauptstadt Wien in Silber[6]
- Ehrenmedaille des Roten Kreuzes[4]
- Ehrenmitglied der Duderstädter Freiwilligen Feuerwehr[4]

## Stiftungen
- 1987: Stiftung der Otto Bock Stiftung, Duderstadt, zur Förderung der Technischen Orthopädie[7]
- 1997: Stiftung der Stiftung Dr. Max Näder Gymnasium Königsee

## Schriften
- mit Maria Näder und Maria Hauff: Max Näder – Herausforderungen: autobiografische und biografische Beiträge, Mecke, Duderstadt 2009, ISBN 978-3-941847-01-9

Als Herausgeber:
- Prothesen der oberen Extremität. Seminar/Kongress der Otto-Bock-Stiftung am 19. März 1988 in München, Duderstadt 1988, ISBN 3-923453-30-2
- unter Bearbeitung von Fritz Blohmke: Otto-Bock-Prothesen-Kompendium, 5 Bände, Berlin 1987/1990/1993/2000, auch erhältlich als englische, französische, spanische und italienische Ausgabe